# Железничка станица Јатаре
Железничка станица Јатаре је једна од станица музејско-туристичког комплекса Шарганска осмица.
По изградњи, Јатаре није била железничка станица већ укрсница, имала је два колосека, други је био пролазни, а имала је и извлачњак који се користио за паркирање локомотива које су потискивале возове, јер од ове станице према станици Шарган Витаси је највећи успон од 18 промила. 
У повратку из станице Шарган Витаси, по реду вожње, воз „Носталгија” се зауставља у станици и прави паузу, тако да путници могу да се освеже у ресторану, који послује у оквиру станице.
Код станице се налази видиковац „Крст” са кога се пружа поглед на „два тунела”. На овој станици никада ни једна карта није продата, нити је ко ушао или изашао из воза. 